# Sotto i ponti di New York
Sotto i ponti di New York (Winterset) è un film del 1936 diretto da Alfred Santell, tratto dall'omonimo dramma teatrale di Maxwell Anderson, vagamente ispirato al caso Sacco e Vanzetti andato in scena dal 1935 al Martin Beck Theatre per il Broadway theatre con Burgess Meredith, Margo (attrice) ed Eduardo Ciannelli arrivando a 195 recite.
È stato presentato in concorso alla 5ª Mostra internazionale d'arte cinematografica di Venezia.

## Trama
Un giovane, rimasto orfano, cerca disperatamente le ragioni che hanno fatto condannare, ingiustamente a morte, il genitore. Dopo molte e difficoltose ricerche riesce a trovare la casa dove si trova uno dei componenti della banda, autori del crimine.
Mentre costui inizia a raccontargli la vera storia dei fatti, sopraggiunge il capo della banda, che tenta di farlo tacere, nel drammatico finale il giovane si salva mentre i colpevoli saranno puniti e il padre riabilitato.

## Produzione
Il film, basato sul lavoro teatrale Winterset di Maxwell Anderson e prodotto dalla RKO Radio Pictures, venne girato dal 23 luglio a fine settembre 1936.

## Distribuzione
Il copyright del film, richiesto dalla RKO Radio Pictures, Inc., fu registrato il 3 dicembre 1936 con il numero LP6751.

### Riconoscimenti
- 5ª Mostra internazionale d'arte cinematografica di Venezia: premio per la miglior fotografia.
- Premi Oscar 1937: nomination per la miglior scenografia e la miglior colonna sonora.
- National Board of Review Awards 1936: migliori dieci film dell'anno.

### Manifesti e locandine
La realizzazione dei manifesti per l'Italia fu affidata al pittore cartellonista Sergio Gargiulo, di Roma.